# Николаевка (Советский район)
Никола́евка (укр. Миколаївка, крымскотат. Nikolayevka, Николаевка) — село в Советском районе Республики Крым, в составе Чапаевского сельского поселения (согласно административно-территориальному делению Украины — Чапаевского сельского совета Автономной Республики Крым).

## Население
| 2001 | 2014 |
| ---- | ---- |
| 516  | ↘433 |

### Динамика численности
- 1926 год — 47 чел.[9]
- 1989 год — 464 чел.[10]
- 2001 год — 516 чел.[11]
- 2009 год — 515 чел.[12]
- 2014 год — 433 чел.[13]

## Современное состояние
На 2017 год в Николаевке числится 4 улицы; на 2009 год, по данным сельсовета, село занимало площадь 61,6 гектара на которой, в 160 дворах, проживало 515 человек. В селе действуют сельский клуб, библиотека-филиал № 9, фельдшерско-акушерский пункт

## География
Николаевка — село в центре района, в степном Крыму, высота центра села над уровнем моря — 29 м. Ближайшие сёла — Новосёловка в 2,5 км на восток, Маковка в 4 км на юго-восток, Чапаевка в 2,2 км на северо-запад и Хлебное в 4 км на запад. Райцентр Советский — примерно в 12 километрах (по шоссе), там же ближайшая железнодорожная станция — Краснофлотская (на линии Джанкой — Феодосия). Транспортное сообщение осуществляется по региональной автодороге 35Н-572 от шоссе граница с Украиной — Джанкой — Феодосия — Керчь до Чапаевки (по украинской классификации — С-0-11414).

## История
Впервые в доступных исторических документах селение, как Ново-Николаевка, встречается Списке населённых пунктов Крымской АССР по Всесоюзной переписи 17 декабря 1926 года, согласно которому в селе Ново-Николаевка, Ичкинского сельсовета Феодосийского района, числилось 15 дворов, все крестьянские, население составляло 47 человек, из них 38 болгар, 8 русских и 1 украинец. Постановлением ВЦИК «О реорганизации сети районов Крымской АССР» от 30 октября 1930 года Феодосийский район был упразднён и был создан Сейтлерский район (по другим сведениям 15 сентября 1931 года), в который включили село, а, с образованием в 1935 году Ичкинского — в состав нового района. На карте 1936 года уже фигурирует название Николаевка.
После освобождения Крыма от фашистов, согласно Постановлению ГКО № 5984сс от 2 июня 1944 года, 27 июня крымские болгары были депортированы в Среднюю Азию. 12 августа 1944 года было принято постановление № ГОКО-6372с «О переселении колхозников в районы Крыма» и в сентябре 1944 года в район приехали первые новоселы (180 семей) из Тамбовской области, а в начале 1950-х годов последовала вторая волна переселенцев из различных областей Украины. С 25 июня 1946 года Николаевка в составе Крымской области РСФСР, а 26 апреля 1954 года Крымская область была передана из состава РСФСР в состав УССР. Время включения Чапаевский сельсовет пока не установлено: на 15 июня 1960 года село уже числилось в его составе. Указом Президиума Верховного Совета УССР «Об укрупнении сельских районов Крымской области», от 30 декабря 1962 года Советский район был упразднён и село присоединили к Нижнегорскому. 8 декабря 1966 года Советский район был восстановлен и село вновь включили в его состав. По данным переписи 1989 года в селе проживало 464 человека. С 12 февраля 1991 года село в восстановленной Крымской АССР, 26 февраля 1992 года переименованной в Автономную Республику Крым. С 21 марта 2014 года в составе Крыма аннексирована Россией.